# Atletica leggera ai XVII Giochi del Mediterraneo - Staffetta 4×100 metri femminile
Ai XVII Giochi del Mediterraneo, la competizione della staffetta 4×100 metri femminile si è svolta il 28 giugno 2013.

## Finale
| Pos.    | Paese    | Atleti                                                                      | Tempo | Note |
| ------- | -------- | --------------------------------------------------------------------------- | ----- | ---- |
| Oro     | Italia   | Audrey Alloh Ilenia Draisci Jessica Paoletta Micol Cattaneo                 | 44"66 |      |
| Argento | Cipro    | Paraskevi Andreou Anna Ramona Papaioannou Dimitra Kyriakidou Eleni Artymata | 44"79 | NR   |
| Bronzo  | Grecia   | Maria Gatou Agni Derveni Olympia Petsoudi Grigoria-Emmanouela Keramida      | 45"12 | SB   |
| 4       | Slovenia | Marina Tomić Sara Strajnar Sabina Velt Nina Kolarič                         | 45.71 |      |
| 5       | Turchia  | Aksel Demirtaş-Gürcan Saliha Özyurt Hatice Öztürk Sema Apak                 | 46.24 |      |